# Jennifer Jackson (Radsportlerin)
Jennifer Jackson (* 20. Februar 1995 in Toronto, Ontario) ist eine kanadische Cross-Country-Mountainbikerin und ehemalige Skilangläuferin. Ihr Vorname wird häufig verkürzt als „Jenn“ wiedergegeben.

## Sportlicher Werdegang
Jackson wurde in Toronto geboren, wuchs aber im weiter nördlich gelegenen Simcoe County auf. Sie betrieb zunächst Skilanglauf, wo sie unter anderem drei kanadische Meistertitel bei den Junioren und der U23 gewann, dazu eine Goldmedaille bei den Canada Games 2015. 2016 und 2017 repräsentierte sie Kanada bei den Nordischen Junioren-Skiweltmeisterschaften. Im Nor-Am-Cup 2015/16 holte sie mehrere Podiumsplätze, 2016/17 siegte sie in Canmore. Zugleich studierte sie Maschinenbau an der Lakehead University.
2017 wechselte sie zum Mountainbiken, wo sie auf Anhieb kanadische U23-Meisterin im olympischen Cross-Country (XCO) war. Im Winterhalbjahr betrieb sie Cyclocross; sie wurde 2018 und 2019 jeweils Zweite der kanadischen Meisterschaften und Fünfte der Panamerika-Meisterschaften. Im UCI-Cyclocross-Weltcup  2019/20 hatte sie Top-10-Plätze in Waterloo und Iowa City.
Ab 2020 konzentrierte sie sich vollends aufs Mountainbike. 2021 und 2023 wurde sie kanadische Meisterin in der Elite. Ende 2023 gewann sie die Goldmedaille bei den Panamerikanischen Spielen 2023 in Santiago de Chile. Auch sonst war 2023 ihr bislang erfolgreichstes Jahr; sie erzielte ihre besten Karriere-Resultate im Weltcup (12. Platz in Mont Sainte-Anne), bei den Panamerika-Meisterschaften (5. Platz) und bei den Weltmeisterschaften (24. Platz).

## Erfolge

### Skilanglauf
2013
Kanadische Junioren-Meisterin
2015
Kanadische Junioren-Meisterin
2015
Kanadische U23-Meisterin

### Mountainbike
2017
 Kanadische Meisterin – XCO (U23)
2021
 Kanadische Meisterin – XCO
2023
 Kanadische Meisterin – XCO
 Panamerikaspiele – XCO